# Cribrinopsis
Cribrinopsis is een geslacht van zeeanemonen uit de familie van de Actiniidae.

## Soorten
- Cribrinopsis albopunctata Sanamyan & Sanamyan, 2006
- Cribrinopsis crassa (Andrès, 1881)
- Cribrinopsis fernaldi Siebert & Spaulding, 1976
- Cribrinopsis olegi Sanamyan & Sanamyan, 2006
- Cribrinopsis robertii Parulekar, 1971
- Cribrinopsis similis Carlgren, 1921
- Cribrinopsis williamsi Carlgren, 1940